# Daniel von der Heydt
Daniel von der Heydt, född den 31 oktober 1802 i Elberfeld, död den 7 juli 1874 på Schloss Morsbroich vid Schlebusch, var en tysk filantrop. Han var bror till August von der Heydt.
von der Heydt, som var geheimekommerseråd, grundlade det så kallade Elberfeldsystemet och var ledare för Elberfelds offentliga fattigvård 1852–1871.